# منطقة باد تولتس فولفراتسهاوزن
مِنطقَة بَاد تُولتس ڤولفراتسهاوزن (بالأَلمانِيَّة: Landkreis Bad Tölz-Wolfratshausen) هي دائِرَة أَلمانِيَّة تَّابعة لمُحافظة باڤارِيا العُليَا في وِلاَية باڤارِيا في جُمهُوريَّة أَلمَانيَا الاِتّحاديّة. تضُمّ مِنطَقَة بَاد تُولتس ڤولفراتسهاوزن ثَلَاث مُدُن، وثَمَانِيَة عَشر بَلدَة، وبَلدَتين حُرَّتين. بمِساحة تُقَدَّر بحَوالَي 1111 كم². تأسست المنطقة في عام 1972 عبر دمج كل من منطقة باد تولتس ومنطقة فولفراتسهاوزن السابقتين. يوجد في منطقة باد تولتس-فولفراتسهاوزن قلعتين ألا وهما قلعة هونبورغ وقلعة زيبورغ (مونزينغ).

## التّقسِيمات الإِدارِيّة
تضُمّ مِنطَقَة بَاد تُولتس ڤولفراتسهاوزن ثَلَاث مُدُن، وثَمَانِيَة عَشر بَلدَة، وبَلدَتين فِي المَجَال الإِدَارِيِّ الحُرَّ. وهي كالتَّالي:

### المُدن
| اِسم المدِينة         | ٱلِٱسم بالأَلمانِيَّة     | عَدد السُكَّان | المِساحَة (كم²) |
| ------------------- | -------------------- | ---------- | ------------- |
| مدِينة باد تُولتس     | Stadt Bad Tölz       | 18٬527     | 31            |
| مدِينة غيريتسريد     | Stadt Geretsried     | 24٬483     | 25            |
| مدِينة ڤولفراتسهاوزن | Stadt Wolfratshausen | 18٬491     | 9             |

### البلدَات
| اِسم البلدَة         | ٱلِٱسم بالأَلمانِيَّة                | عَدد السُكَّان | المِساحَة (كم²) |
| ------------------ | ------------------------------- | ---------- | ------------- |
| بَلْدَة باد هايلبريون | Gemeinde Bad Heilbrunn          | 3٬970      | 41            |
| بَلْدَة بينيديكتبيورن | Gemeinde Benediktbeuern         | 3٬621      | 38            |
| بَلْدَة بيشل          | Gemeinde Bichl                  | 2٬220      | 14            |
| بَلْدَة ديترامسزل     | Gemeinde Dietramszell           | 5٬425      | 97            |
| بَلْدَة إيجلنغ        | Gemeinde Egling                 | 5٬421      | 74            |
| بَلْدَة يُوراسبُورغ     | Gemeinde Eurasburg (Oberbayern) | 4٬335      | 41            |
| بَلْدَة جايساخ        | Gemeinde Gaißach                | 3٬155      | 39            |
| بَلْدَة جريلنغ        | Gemeinde Greiling               | 1٬467      | 8             |
| بَلْدَة إككينغ        | Gemeinde Icking                 | 3٬722      | 17            |
| بَلْدَة يآَخنآُو        | Gemeinde Jachenau               | 861        | 129           |
| بَلْدَة كُوشِل آم زيه   | Gemeinde Kochel am See          | 4٬106      | 81            |
| بَلْدَة كُونيغسدُورف    | (Gemeinde Königsdorf (Bayern    | 3٬069      | 45            |
| بَلْدَة لينغجريس      | Gemeinde Lenggries              | 10٬000     | 243           |
| بَلْدَة مُونسِينغُ       | Gemeinde Münsing                | 4٬276      | 52            |
| بَلْدَة غايشراسبيران  | Gemeinde Reichersbeuern         | 2٬537      | 15            |
| بَلْدَة زاكسنكام      | Gemeinde Sachsenkam             | 1٬299      | 16            |
| بَلْدَة شلِيهدُورف      | Gemeinde Schlehdorf             | 1٬167      | 25            |
| بَلْدَة ڤَاكِرسبِيرغٌ     | Gemeinde Wackersberg            | 3٬516      | 65            |

### البلدَات الحُرَّة
| اِسم البلدَة               | ٱلِٱسم بالأَلمانِيَّة                    | المِساحَة (كم²) |
| ------------------------ | ----------------------------------- | ------------- |
| بَلْدَة بيوبلينجر أيو       | Gemeindefreies Pupplinger Au        | 4             |
| بَلْدَة ڤولفراتسهاوزر فورست | Gemeindefreies Wolfratshauser Forst | 3             |

## معرض الصور

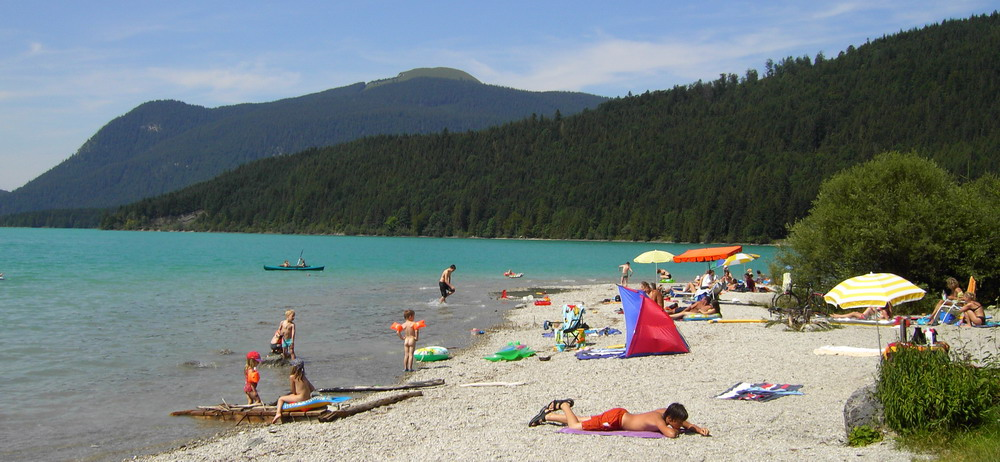
أَدَّت زِيادة السِّياحة فِي القُرَن الثَّامِن عَشر علَى بَحرِ الشّمَال والبَلطِيق إِلَى تزايُد شعبِيَّة الأثاث المُخصَّص لِلتَّك السِّياحة؛ ومُنذآك أَصبح (شتراندكُورب) كُرسِيّ الشَّاطِئِ الأَلمانِيّ المُظفَّر بِاليد مع مِظَلَّتهُ الشَّهِيرَة جُزءاً لا يتجزَّأَ مِن مُكوِّنات المشهدِ علَى الشَّاطِئِ. مِظَلَّة مُستوحاة مِن الشتراندكُورب وَسط مَجمُوعة مِن المُتنزِّهِين الَّذِين يقِضُّون وقتٍ ماتِعاً علَى أحَد شُطآن مِنطقة بَاد تُولتس ڤولفراتسهاوزن.
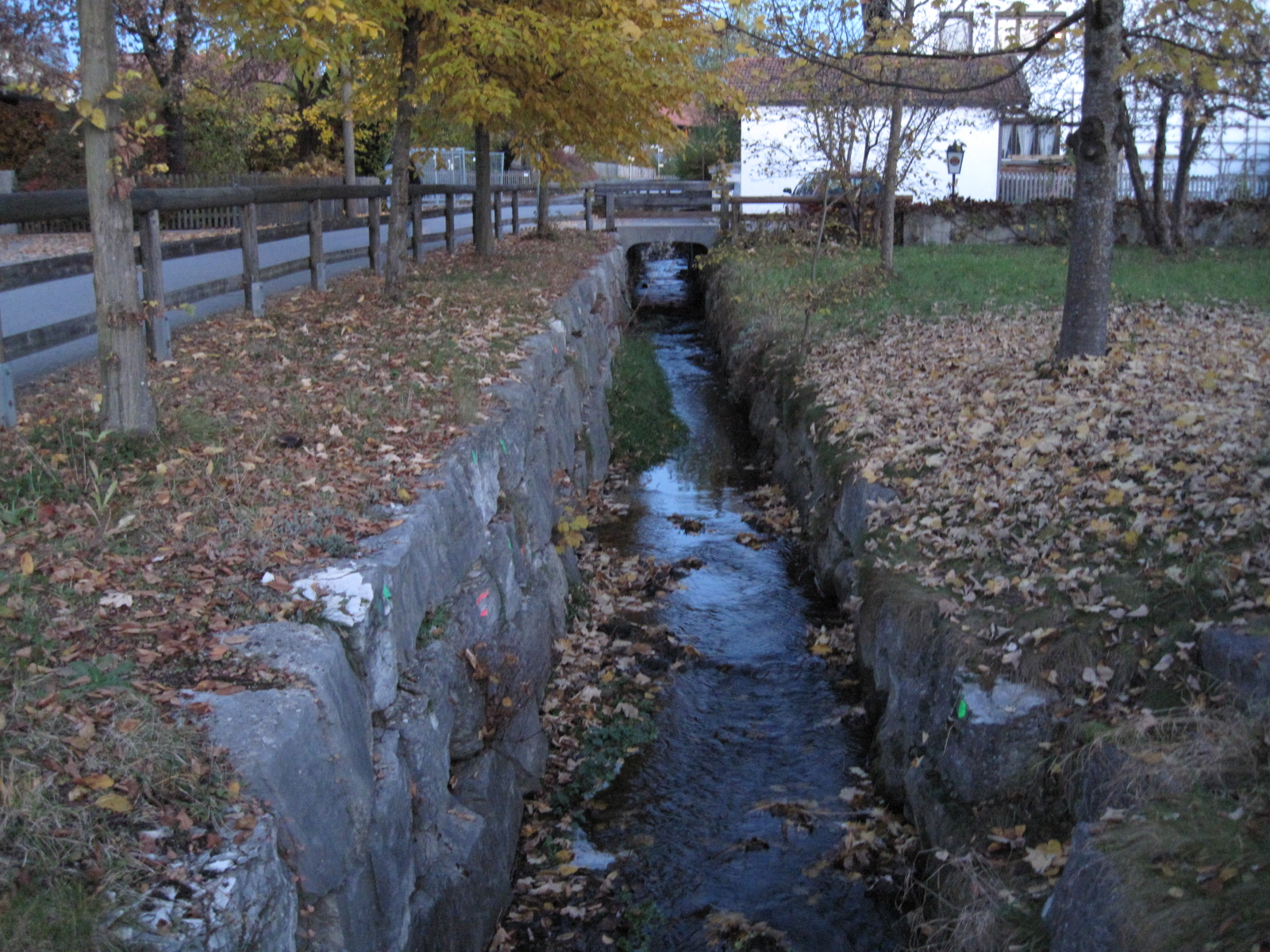
كلِمة «هِيربِست» الأَلمانِيَّة تَعنِي وَقَّتَ الحَصادُ، وسُمِيّ خَريفاً فِي اللُّغَة العربيّة لأَنه تُخرَفُ فيه الثِّمار أَي تُجتَنى. وفِي فَصلِ الخرِيفِ تتساوَى عدَد سَاعاتِ اللَّيلِ والنَّهار، وهُو بعضٌ مِن رَبيع وبِعضٍّ مِن صَيف وبِعضٍّ مَن بِرَدٍّ الشِّتاء الدَّافِئ. قَيل: أَن الوَرَقَة الَّتِي لَم تَسقُط فِي فَصلِ الخَرِيفِ، خائِنَةٌ فِي عُيُونِ أَخوَاتِهَا، وفِيَّةٌ فِي عَيَن الشَّجَرَة، مُتَمَرِّدَةٌ فِي عُيُونِ الفُصُول؛ فَالكُلُّ يَرَى المَوقِفَ مِن زَاوِيَتِهِ.
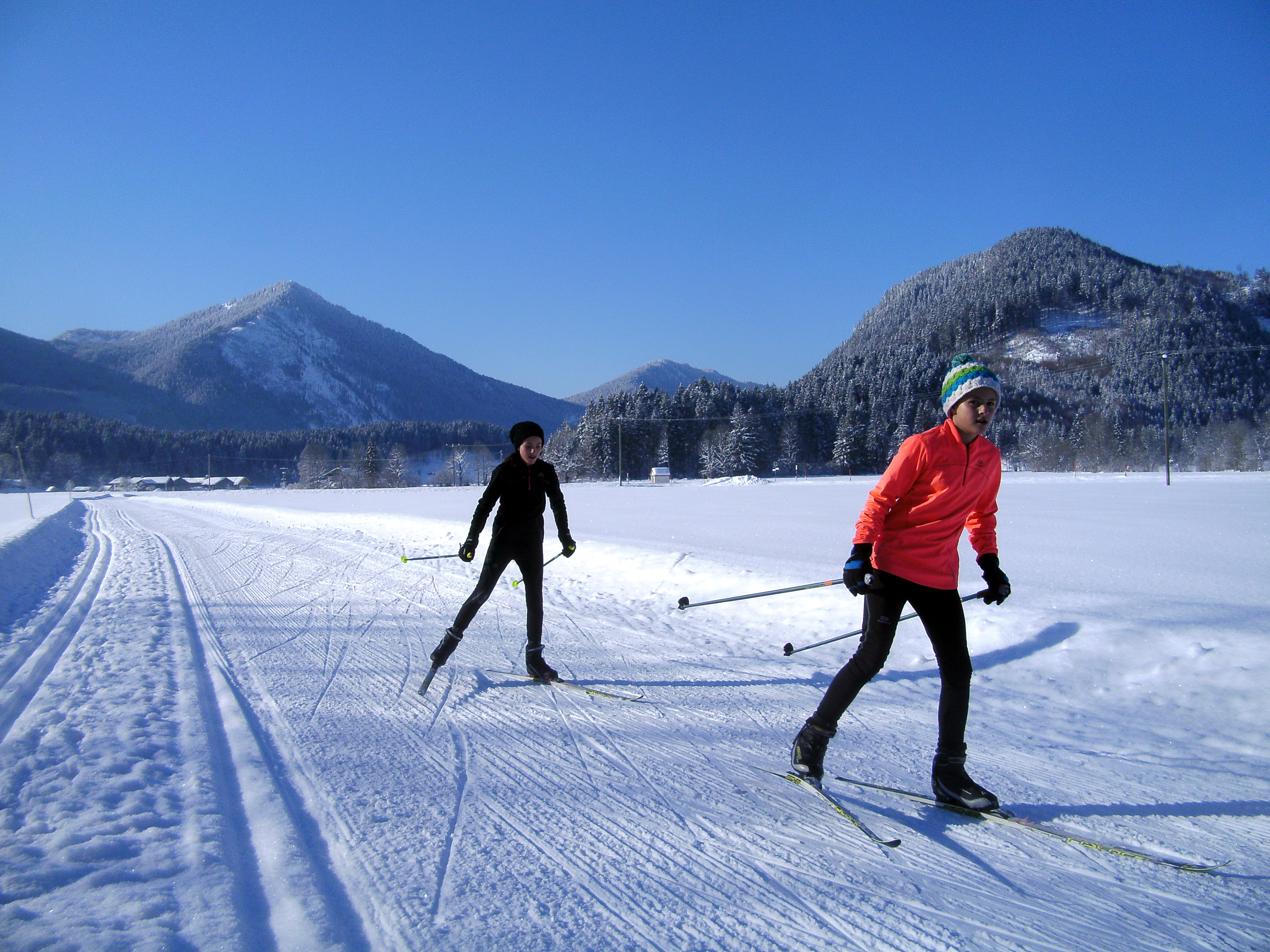
لَيالِي الشِّتاء لَا تَعنِّي فقط أَن تَتَناثر الحِكَايات حول المدفأَة وسُط أَجِواء حمِيمة تجمُّعِ العائِلَة معاً بل هِي أيضاً وقتاً مُلائِماً لِمُمارسة العدِيد مِن الرِّياضات الشَّتوِيَّةَ فِي رائِعة النّهار؛ يافِعِين مِن إِحدى بلدات المِنطقة يستمتِعُون بِوقتِهم بِالتَّزلُّج علَى الجلِيد.
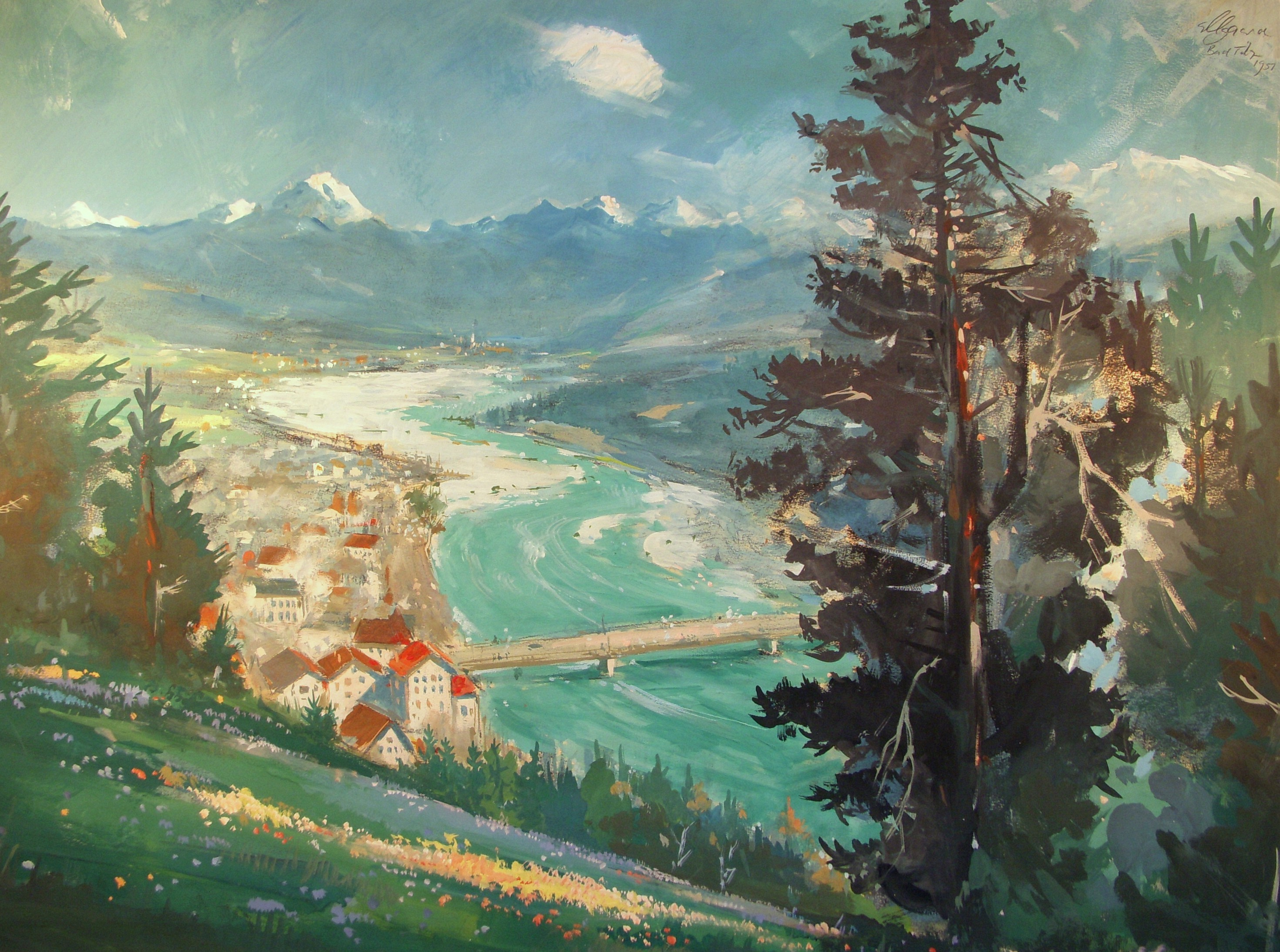
جِسراً وزُهُور ومَلمحاً لبَلدة؛ لِزَائِرٍ تَرَك لهَا أَثراً. لَوحة للرَّسَّام هيلموث إيلغارد مِن العَام 1951م يصوِّر فِيها إِحدَى بَلدات مِنطقة بَاد تُولتس ڤولفراتسهاوزن.

## وصلات خارجية
- الصّفحة الرّسميّة لبَاد تُولتس ڤولفراتسهاوزن (بالألمانية)